# ハルラブ2
「ハルラブ2」（はるらぶつう）は、Julietの4枚目のシングル。2010年3月31日発売された。

## 概要
- 前作「ハルラブ」の続編的作品。ジャケットは前作同様、犬の写真となっているが、背景色がピンクから黄緑色に変わっている。
- カップリングの「with」はNHK『がんばれ!ルーキーキャンペーン』テーマソングとして放送されていた。

## 収録曲
1. ハルラブ2
  - 作詞：Maiko／作曲：イワツボコーダイ／編曲：CHICA
2. with 
  - 作詞：Maiko／作曲・編曲：THE COMPANY